# Joaquín Ruiz Vernacci
Joaquín Ruiz Vernacci, né en 1892 à Madrid et mort en 1975 dans la même ville, est un photographe espagnol.

## Biographie
Vernacci fut actif à Madrid à partir de 1911, publiant ses photographies dans des revues comme el Diario ou La Tribuna.
Il est reconnu pour ses paysages, parus en 1927 dans la Géographie de l'Espagne de la editorial Labor.
Ses œuvres font partie du Catalogue des monuments d'Espagne, créé par le Ministère de la Culture espagnol.
Vernacci devint propriétaire du fonds Jean Laurent en 1930.
En 1976, son fonds photographique, constitué de plus de 40 000 clichés, fut acquis par l'état espagnol et est géré par un institut du Ministère de la culture.

## Sources et bibliographie
- (es) Cet article est partiellement ou en totalité issu de l’article de Wikipédia en espagnol intitulé « Joaquín Ruiz Vernacci » (voir la liste des auteurs).
- Del daguerrotipo a la Instamatic de Juan Miguel Sanchez Vigil
- Summa Artis. La Fotografía en España Volumen XLVII